# Personskyddsautomat

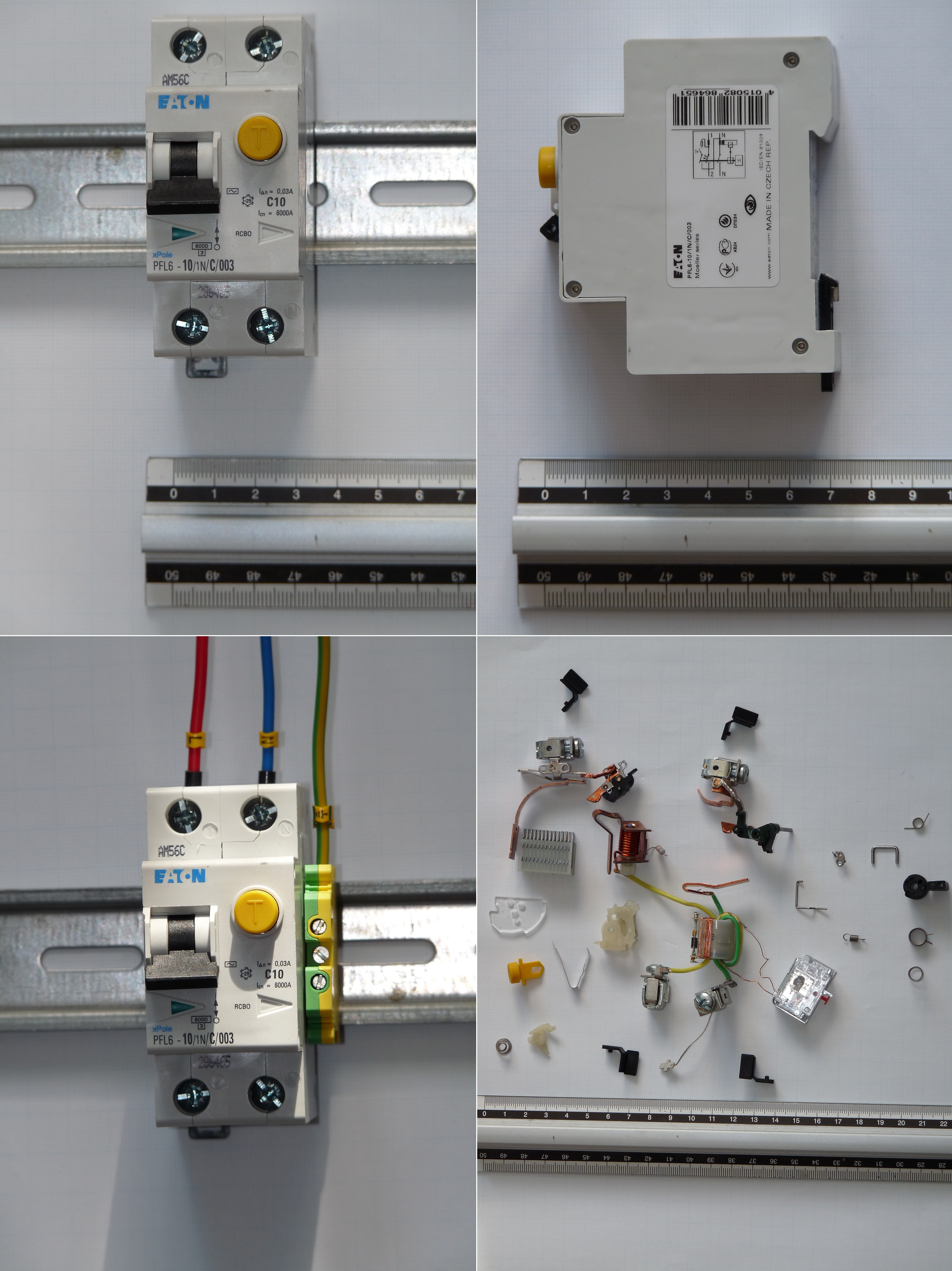
Personskyddsautomat.

En personskyddsautomat är en vardaglig benämning för en RCBO ("Residual current operated Circuit Breaker with Overcurrent protection"), en automatisk elektrisk strömbrytare som bryter både för överström eller jordfel. Om antingen ett jordfel uppstått eller en för hög ström flyter genom fasledaren, så bryts både fas- och neutralledaren.
Personskyddsautomaten är alltså en kombination av en jordfelsbrytare och en dvärgbrytare, där dvärgbrytaren fungerar som en vanlig propp som skyddar mot överström och överhettning/brand, och jordfelsbrytaren bryter för små felströmmar till jord vilket kan förhindra att elektriska fel leder till personskador.